# Petr Placák
Petr Placák, publikující dříve také pod pseudonymem Petr Zmrzlík (* 8. ledna 1964, Praha), je český spisovatel, textař, historik a publicista.

## Život
Vyučil se mechanikem, poté prošel různými dělnickými profesemi. Roku 1985 byl přijat na České vysoké učení technické, ale z politických důvodů mu bylo studium znemožněno. Patřil ke klíčovým postavám českého literárního undergroundu, publikoval v samizdatu, organizoval mnoho protikomunistických demonstrací, mimo jiné na pražském Škroupově náměstí v prosinci 1988.
V letech 1982–1986 byl klarinetistou undergroundové kapely The Plastic People of the Universe, se kterou nahrál alba Hovězí Porážka a Půlnoční Myš.
V roce 1988 spolu s přáteli založil nezávislou iniciativu České děti a vydával její samizdatový zpravodaj Koruna. Zatímco mnohé jiné opoziční skupiny vybízely k umírněnosti a opatrnosti, on a jeho družina Českých dětí měli vyzývat k boji.
V roce 2012 byli obvodním soudem v Praze odsouzeni tři bývalí příslušníci StB, kteří Petra Placáka trápili v souvislosti s jeho protirežimní angažovaností. Server Aktuálně.cz, který zprávu uveřejnil, vyjádřil názor, že mohlo jít i o poslední tuzemskou příležitost potrestat staré komunistické zločiny.
Po listopadu 1989 působil v Nezávislém tiskovém středisku, později týdeníku Respekt, Necenzurovaných novinách, Českém deníku, Českém týdeníku a Lidových novinách, od roku 1995 je šéfredaktorem studentského politicko-kulturního měsíčníku Babylon a od roku 2001 rovněž šéfredaktorem stejnojmenného nakladatelství. Na poli publicistiky zastává názory převážně v duchu konzervativně tradicionalistických ideálů.
V letech 1992–2000 vystudoval specializaci Moderní české dějiny na Filozofické fakultě Univerzity Karlovy v Praze.
V letech 1990 až 1992 zastával funkci místopředsedy roajalistického hnutí Koruna česká a také nadále se řadí mezi monarchistické aktivisty; pravidelně pořádá Tříkrálový pochod za monarchii. Je autorem monarchistického prohlášení Na prahu nového milénia a petice S komunisty se nemluví a jedním z hlavních organizátorů akcí s touto peticí souvisejících.
Debutoval prózou Medorek (vyšla v roce 1986 v samizdatu, v roce 1990 v Nakladatelství Lidové noviny, dílo mu vyneslo Cenu Jiřího Ortena), v samizdatu vydal v roce 1987 pod pseudonymem Petr Zmrzlík básnickou sbírku Obrovský zasněžený hřbitov (rozšířené vydání v Torstu v roce 1995). V roce 2008 získal za knihu Fízl cenu Magnesia Litera.
Žije v Praze. Od roku 2013 pracuje jako vědecký pracovník v Ústavu pro studium totalitních režimů. Je vedoucím projektů Opus bonum (2015–2017) a Analýza diskuze o dějinách v prostředí disentu (2017–2018).
Od srpna 2010 je majitelem a provozovatelem hospůdky U Budyho, která stojí na Libeňském ostrově v areálu místní zahrádkářské kolonie (46. základní organizace Českého zahrádkářského svazu) na páteřní cyklotrase A2.

## Citát o Petru Placákovi
| „            | Nebudu předstírat, že Petra Placáka neznám osobně, že ho dokonce nepovažuji za blízkého člověka. Zároveň vím, že ze všech mých přátel má pro mě nejvíce tajemství, obklopuje ho zvláštní slupka nepřístupnosti, jakési tvrdosti až záludné. Je to samozřejmě veselý člověk, jehož smích, často ďábelský, projasnil nejedno restaurační posezení, ale přitom je třeba dávat na Placáka stále pozor, neboť ve střehu je vždy hlavně on a neunikne mu jediná příležitost k sarkasmu a výsměchu. Placák nejraději komunikuje střetem, je to možná nejhádavější a nejnamyšlenější člověk, kterého znám. Nejsem si vůbec jistý, visel-li bych třeba na skalním převisu, zda by mi za hurónského chechotu ještě nešlápl na prsty, ale spíš nikoli, šlápl by mi sice na ně, ale proto, aby to zachraňování bylo dobrodružnější. | “ |
| — Jiří Peňás | |   |

## Dílo
- Medorek, Lidové noviny, 1990 — próza
- Obrovský zasněžený hřbitov, Torst, 1995 — básnická sbírka
- Cestou za dobrodružstvím, Babylon, 2001 — kniha povídek
- Kádrový dotazník, Babylon, 2001 — odpovědi dvanácti českých básníků (např. E. Bondy, V. Kremlička, I. M. Jirous, V. Brabenec, I. Wernisch, J. H. Krchovský) na dotazy po jejich osobním životě.
- Svatováclavské milénium. Češi, Němci a Slováci v roce 1929, Babylon, 2002
- Fízl, Torst, 2007 — kniha na pomezí dokumentu, vzpomínek a beletrie o životě v komunistickém Československu
  - V roce 2014 byla kniha zpracována v Českém rozhlasu jako čtrnáctidílná četba na pokračování. Připravil: Jiří Vondráček, v režii Vlada Ruska četl Igor Bareš.[9]
- Gottwaldovo Československo jako fašistický stát [historický esej], 192 s., Paseka, Praha 2015
- Škola od svatého Norberta, Torst, 2021 — kniha povídek